# マサヤ県
マサヤ県 (マサヤけん、Departamento de Masaya) は、ニカラグア西部の県である。
面積590km2で国内最小、人口317,500人（2005年）、県都はマサヤである。
県内を走っていた鉄道は、1993年に廃止されている。

## 隣接する県
北西部にマナグア県、南部にカラソ県、東部にグラナダ県と接している。

## 基礎自治体
1. Catarina
2. La Concepción
3. Masatepe
4. Masaya
5. Nandasmo
6. Nindirí
7. Niquinohomo
8. San Juan de Oriente
9. Tisma